# Janvier 1860
Cette page présente les faits marquants du mois de janvier 1860.

## Événements
- Le gouvernement français supprime l'Univers (presse catholique).
- 1er janvier :
  - France : en application de la loi du 16 juillet 1859, les arrondissements de Paris passent de 12 à 20 avec l'annexion de tout ou partie des onze communes enfermées dans l’enceinte de Thiers.
  - Abolition de l'esclavage en Indonésie.
- 15 janvier, France : le journal Le Moniteur publie une lettre de Napoléon III adressée à Achille Fould.
  - Il y proclame « cette vérité qu'il faut multiplier les moyens d'échange pour rendre le commerce florissant ; que sans commerce l'industrie est stationnaire et conserve des prix élevés qui s'opposent aux progrès de la consommation ; que sans une industrie prospère qui développe les capitaux, l'agriculture elle-même demeure dans l'enfance… ».
  - La lettre annonce aussi au pays le traité de commerce qui sera signé le 23 janvier avec le Royaume-Uni.
- 19 janvier : encyclique de Pie IX sur le pouvoir temporel.
- 23 janvier : signature du traité Cobden-Chevalier, un traité de libre-échange et de commerce entre la France et le Royaume-Uni. Les droits de douane seront fixés en fonction de la valeur des produits.
- 31 janvier : la bataille de Tétouan opposant les forces marocaines aux forces expéditionnaires espagnoles se solde par une victoire espagnole.

La bataille de Tétouan, huile sur lin de Mariano Fortuny, 1862-1864

## Naissances
- 14 janvier : Pierre Loti, écrivain français († 1923).
- 17 janvier : Anton Tchekhov, écrivain russe († 1904).
- 21 janvier :
  - Gustave Samanos (mort le 13 août 1885), officier de marine français
  - Karl Staaff (mort le 4 octobre 1915), homme politique libéral suédois
  - David Eugene Smith (mort le 29 juillet 1944), mathématicien américain

## Décès
- 21 janvier : Louis-Eugène Bion (né le 12 avril 1807), sculpteur français